# 50 kilomètres marche aux Jeux olympiques d'été de 2008
Navigation
Athènes 2004 Londres 2012
L'épreuve du 50 kilomètres marche des Jeux olympiques d'été de 2008 a eu lieu le 22 août à Pékin.
Les limites de qualifications étaient de 4 h 00 min 00 s pour la limite A et de 4 h 07 min 00 s pour la limite B.

## Records
Avant cette compétition, les records dans cette discipline étaient les suivants :
| Record du monde  | 3 h 34 min 14 s | Denis Nizhegorodov  | Russie           | 11 mai 2008       | Tcheboksary |
| Record olympique | 3 h 38 min 29 s | Vyacheslav Ivanenko | Union soviétique | 30 septembre 1988 | Séoul       |

## Médaillés
| Or            | Argent        | Bronze             |
| Alex Schwazer | Jared Tallent | Denis Nizhegorodov |

## Résultats
| Rang | Pays         | Athlète                   | Temps              |
| ---- | ------------ | ------------------------- | ------------------ |
| 1    | Italie       | Alex Schwazer             | 3 h 37 min 09 (OR) |
| 2    | Australie    | Jared Tallent             | 3 h 39 min 27 (PB) |
| 3    | Russie       | Denis Nizhegorodov        | 3 h 40 min 14      |
| 4    | Espagne      | Jesús Angel García        | 3 h 44 min 08 (SB) |
| 5    | Norvège      | Erik Tysse                | 3 h 45 min 08 (PB) |
| 6    | Mexique      | Horacio Nava              | 3 h 45 min 21 (PB) |
| 7    | Japon        | Yuki Yamazaki             | 3 h 45 min 47      |
| 8    | Pologne      | Rafał Fedaczyński         | 3 h 46 min 51 (PB) |
| 9    | Pologne      | Grzegorz Sudol            | 3 h 47 min 18      |
| 10   | Australie    | Luke Adams                | 3 h 47 min 45 (PB) |
| 11   | Portugal     | António Pereira           | 3 h 48 min 12 (NR) |
| 12   | Allemagne    | André Höhne               | 3 h 49 min 52      |
| 13   | Espagne      | Mikel Odriozola           | 3 h 51 min 30      |
| 14   | Chine        | Li Jianbo                 | 3 h 52 min 20      |
| 15   | Finlande     | Jarkko Kinnunen           | 3 h 52 min 25 (PB) |
| 16   | Lettonie     | Igors Kazakevics          | 3 h 52 min 38 (PB) |
| 17   | Chine        | Si Tianfeng               | 3 h 52 min 58      |
| 18   | Mexique      | Jesús Sánchez             | 3 h 52 min 58      |
| 19   | Italie       | Marco De Luca             | 3 h 54 min 47      |
| 20   | Finlande     | Antti Kempas              | 3 h 55 min 19 (PB) |
| 21   | Chine        | Zhao Chengliang           | 3 h 56 min 47      |
| 22   | Guatemala    | Luis Fernando García      | 3 h 56 min 58 (SB) |
| 23   | Mexique      | Mario Iván Flores         | 3 h 58 min 04      |
| 24   | Ukraine      | Serhiy Budza              | 3 h 58 min 21 (PB) |
| 25   | Équateur     | Fausto Quinde             | 3 h 59 min 28 (PB) |
| 26   | Espagne      | Santiago Pérez            | 3 h 59 min 41 (SB) |
| 27   | Ukraine      | Oleksiy Shelest           | 3 h 59 min 46      |
| 28   | France       | Eddy Riva                 | 4 h 00 min 49      |
| 29   | Japon        | Takayuki Tanii            | 4 h 01 min 37      |
| 30   | Serbie       | Nenad Filipović           | 4 h 02 min 16 (PB) |
| 31   | Corée du Sud | Kim Dong-young            | 4 h 02 min 32      |
| 32   | Lituanie     | Tadas Šuškevicius         | 4 h 02 min 45      |
| 33   | Tunisie      | Hatem Ghoula              | 4 h 03 min 47      |
| 34   | Colombie     | Rodrigo Moreno            | 4 h 03 min 52      |
| 35   | Slovaquie    | Miloš Bátovský            | 4 h 06 min 30      |
| 36   | Équateur     | Xavier Moreno             | 4 h 07 min 04      |
| 37   | Grèce        | Konstadínos Stefanópoulos | 4 h 07 min 53      |
| 38   | Canada       | Tim Berrett               | 4 h 08 min 18      |
| 39   | États-Unis   | Phillip Dunn              | 4 h 08 min 32      |
| 40   | Portugal     | Augusto Cardoso           | 4 h 09 min 00      |
| 41   | Brésil       | Mario José dos Santos Jr  | 4 h 10 min 25      |
| 42   | Lettonie     | Ingus Janevics            | 4 h 12 min 45      |
| 43   | Biélorussie  | Andrei Stsepanchuk        | 4 h 14 min 09      |
| 44   | Irlande      | Jamie Costin              | 4 h 15 min 16      |
| 45   | Tchéquie     | Roman Bilek               | 4 h 18 min 32      |
| 46   | Hongrie      | Zoltán Czukor             | 4 h 20 min 07      |
| 47   | Slovaquie    | Kazimír Verkin            | 4 h 21 min 26      |
|      | Irlande      | Colin Griffin             | DQ                 |
|      | Salvador     | Salvador Mira             | DQ                 |
|      | Italie       | Diego Cafagna             | DQ                 |
|      | Pologne      | Artur Brzozowski          | DQ                 |
|      | Lituanie     | Darius Škarnulis          | DQ                 |
|      | Lituanie     | Donatas Škarnulis         | DNF                |
|      | France       | Yohan Diniz               | DNF                |
|      | Australie    | Adam Rutter               | DNF                |
|      | Ukraine      | Oleksiy Kazanin           | DNF                |
|      | Russie       | Sergey Kirdyapkin         | DNF                |
|      | Slovaquie    | Peter Korcok              | DNF                |
|      | Norvège      | Trond Nymark              | DNF                |
|      | Portugal     | João Vieira               | DNF                |
|      | Russie       | Igor Erokhin              | DNF                |

## Légende
Records et Performances
- AR : Record continental (area record)
- CR : Record des championnats (championship record)
- MR : Record du meeting (meet record)
- NR : Record national (national record)
- OR : Record olympique (olympic record)
- PR : Record paralympique (paralympic record)
- PB : Record personnel (personal best)
- SB : Meilleure performance personnelle de la saison (season's best)
- WL : Meilleure performance mondiale de l'année (world leader)
- WJR : Record du monde junior (world junior record)
- WR : Record du monde (world record)

Circonstances et Conditions
- DNF : N'a pas terminé (did not finish)
- DNS : N'a pas pris le départ (did not start)
- DQ : Disqualification (disqualification)
- NM : Aucun essai valable enregistré (No Mark)
- Q : Qualifié « directement » au prochain tour (ou à la prochaine compétition), lors d'une compétition majeure, grâce au classement ou à la réalisation des minima (automatic qualifier)
- q : Qualifié au prochain tour (ou à la prochaine compétition), lors d'une compétition majeure, grâce au repêchage ou à la réalisation de l'une des meilleures performances parmi celles des « non qualifiés directement » (grâce au meilleur temps ou à la meilleure distance par exemple) (secondary qualifier)